# Longares
Longares es un municipio español del Campo de Cariñena, provincia de Zaragoza, Aragón. Tiene una población de 876 habitantes (INE 2021).

## Geografía
Integrado en la comarca de Campo de Cariñena, se sitúa a 48,8 kilómetros de Zaragoza alrededor de 34 minutos hasta llegar al municipio. El término municipal está atravesado por la autovía Mudéjar (A-23) y por la carretera N-330 entre los pK 456 y 461, además de por la carretera autonómica A-1304, que se dirige hacia Alfamén.  
El relieve del municipio es predominantemente llano, salpicado por algunos barrancos y cerros aislados. La altitud oscila entre los 659 metros (cerro El Royo) y los 530 metros a orillas del arroyo cercano al casco urbano. El pueblo se alza a 531 metros sobre el nivel del mar. 
| Noroeste: Alfamén  | Norte: Muel           | Noreste: Mezalocha                     |
| Oeste: Cariñena    |                       | Este: Mezalocha y Villanueva de Huerva |
| Suroeste: Cariñena | Sur: Cariñena y Tosos | Sureste: Tosos                         |

## Demografía
Longares cuenta con una población de 830 habitantes (INE 2024).
| Gráfica de evolución demográfica de Longares entre 1842 y 2021                                                      |
| |
| Población de derecho según los censos de población del INE Población de hecho según los censos de población del INE |

| Nacionalidad | Hombres | Mujeres | Total | %      | Proporción |
| ------------ | ------- | ------- | ----- | ------ | ---------- |
| Española     | 312     | 289     | 601   | 68.1 % |            |
| Extranjera   | 225     | 56      | 281   | 31.8 % |            |

## Administración y política

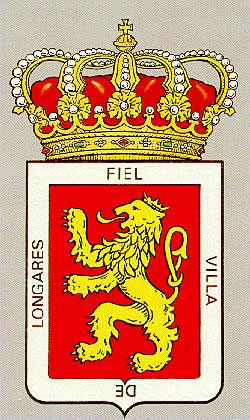

| Período    | Alcalde                 | Partido |  |
| ---------- | ----------------------- | ------- |  |
| 1979-1983  | Antonio Artigas Andrés  | UCD     |  |
| 1983-1987  | Adrián Cortés Valios    | PSOE    |  |
| 1987-1991  | Jesús Cortés Domingo    | PAR     |  |
| 1991-1995  | Jesús Cortés Domingo    | PAR     |  |
| 1995-1999  | Carmen Yus Badenas      | PP      |  |
| 1999-2003  | José Manuel Díaz Sancho | PP      |  |
| 2003-2007  | Miguel Jaime Angós      | CHA     |  |
| 2007-2011  | Miguel Jaime Angós      | CHA     |  |
| 2011-2015  | Miguel Jaime Angós      | CHA     |  |
| 2015-2019  | Miguel Jaime Angós      | CHA     |  |
| 2019- 2023 | Miguel Jaime Angós      | CHA     |  |

| Partido político    | Partido político                                   | 2003   | 2007   | 2011   | 2015   | 2019   |
| Partido político    | Partido político                                   | Ediles | Ediles | Ediles | Ediles | Ediles |
|                     | Chunta Aragonesista (CHA)                          | 3      | 5      | 5      | 5      | 5      |
|                     | Partido de los Socialistas de Aragón (PSOE-Aragón) | 2      | 2      | 1      | 2      | 2      |
|                     | Partido Aragonés (PAR)                             | 2      | —      | 1      | —      | —      |
|                     | Partido Popular de Aragón (PP)                     | —      | —      | —      | —      | —      |
| Total de concejales | Total de concejales                                | 7      | 7      | 7      | 7      | 7      |

## Escudo
La historia de Longares va estrechamente unida a la de Zaragoza. Esta influencia que el Concejo zaragozano ejerció durante varios siglos en la villa, perdura en el escudo de Longares, idéntico al de Zaragoza, con el león rampante.
Está constituido de un solo cuartel de gules, con un león coronado de oro.
El escudo de Longares se diferencia del de Zaragoza por la bordura de plata que lo rodea, sobre la cual, y en letras de sable -negro-, aparece como leyenda su título de honor de "FIEL VILLA DE LONGARES". Este título fue concedido por Felipe V, como muestra de gratitud por la fidelidad que la villa mantuvo con el monarca durante la Guerra de Sucesión.

## Monumentos

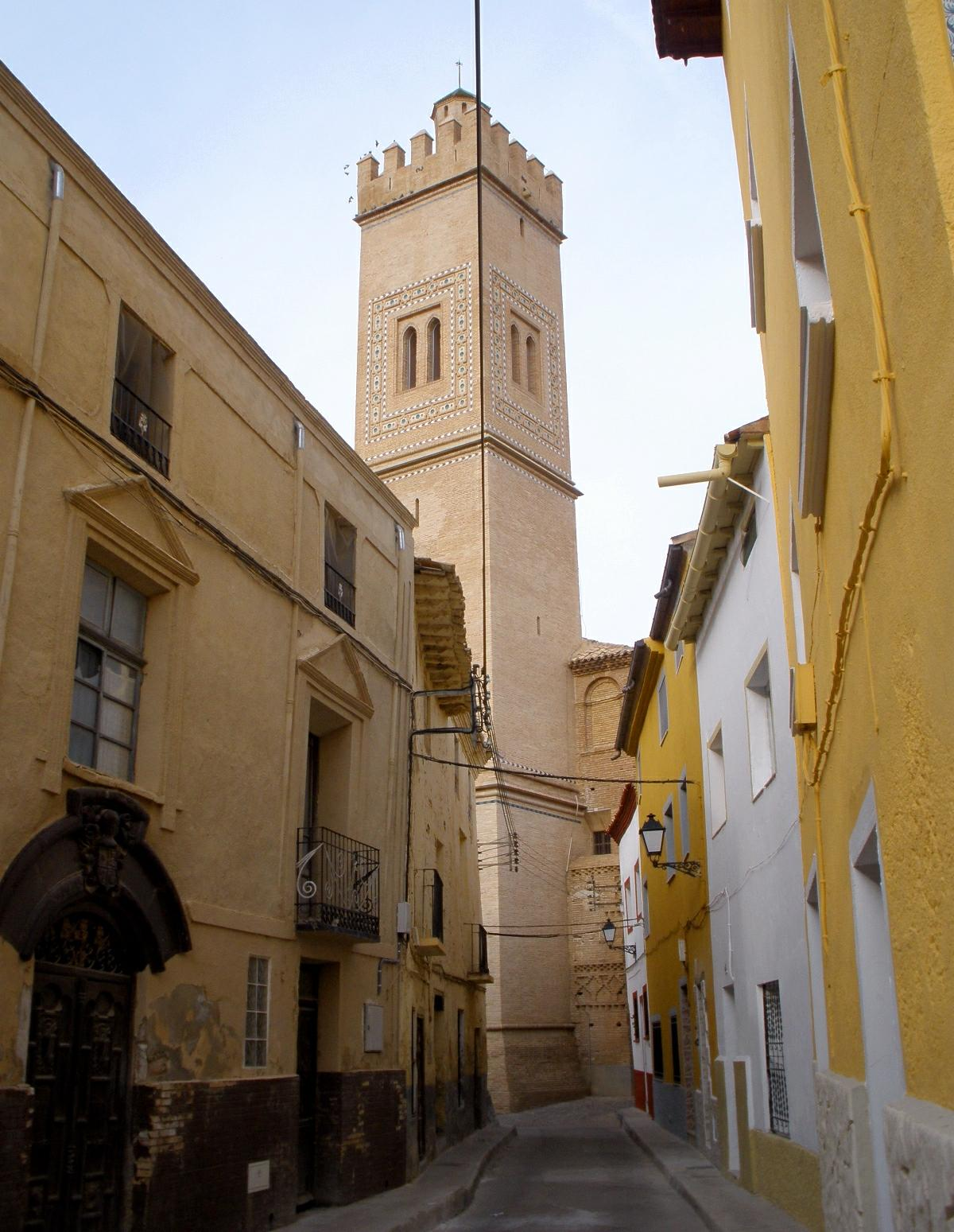
Aspecto de la iglesia parroquial de N. S. de la Asunción

- Posada de Santa Teresa
- Fuente de los Machos

### Iglesia de Nuestra señora de la Asunción
Se trata de una magnífica iglesia de planta de salón cuya construcción se dilató desde 1526 hasta 1664. Su fábrica está realizada en su mayor parte en ladrillo, a cara vista en el exterior y enlucido en el interior.
Consta de tres naves con capillas laterales entre los contrafuertes, siendo de mayor anchura la nave central, pero de igual altura las tres, dando lugar a un amplio y diáfano espacio interior. La cabecera es triple y recta y, como el resto del edificio, va cubierta con bóvedas de crucería estrellada. A los pies se eleva un coro alto.
El exterior es bastante sobrio, a excepción de la galería de arquillos de medio punto doblados que recorre la zona superior y de las dos portadas que flanquean a la torre y abren a las dos naves laterales.
La torre adosada a los pies es anterior a la construcción de la iglesia, pues data de finales del siglo XIV y presenta planta cuadrada y estructura interior cristiana, con seis estancias superpuestas en altura y comunicadas por una abertura en uno de los ángulos de la bóveda de cañón apuntado que cubre cada estancia.
Exteriormente presenta tres cuerpos y remate en terraza. La decoración de estilo mudéjar se concentra en el cuerpo de campanar, en el que se observan diversos motivos de ladrillo resaltado combinados con piezas de cerámica. Su estado de conservación es bueno en general.

## Fiestas
- 20 de enero: San Sebastián.
- 10 de mayo: Santa Espina (normalmente, suelen ser tres, cuatro o cinco días de fiestas en la localidad). Día principal, el 10 de mayo.
- Del 1 al 8 de septiembre. Los días principales, en los que se celebra el "Paloteo de Longares" una danza con más de 350 años de historia que sigue conservando todos los detalles desde 1660, ya Fiesta de Interés Turístico de Aragón, son el
  - 2 de septiembre (Santos Vicente y Gonzalo) y el
  - 8 de septiembre, Virgen de la Puerta.